# Miguel Michelagnoli
Miguel María Michelagnoli Ayala (Asunción; 24 de marzo de 1956) es un exfutbolista paraguayo que durante su carrera solía jugar como delantero.
Jugó durante casi toda su corta trayectoria en el Club Olimpia de su país, obteniendo todos los títulos posibles. También registra un paso por Club Deportivo Universidad Católica de Chile durante el año 1982.

## Trayectoria
Llegó en 1977 a Club Olimpia, donde se quedaría en el franjeado hasta 1984. Estuvo en la época dorada del equipo, ya que ganó una Copa Libertadores, Copa Interamericana y Copa Intercontinental, más aparte el único hexacampeonato nacional del equipo.

## Selección nacional
Con la selección paraguaya, anotó su primer gol en la victoria de 3-1 contra Bolivia el 28 de agosto de 1980 en un amistoso jugado en Santa Cruz.
Fue convocado en la clasificación para la Copa Mundial de España 1982, donde disputó 3 encuentros, logrando su segundo y último gol en la victoria de 3-1 contra Ecuador el 31 de mayo de 1981 entrando de cambio al 46' y un minuto después anotando en el Estadio Defensores del Chaco.

## Palmarés

### Títulos nacionales
| Título           | Equipo  | País     | Año  |
| ---------------- | ------- | -------- | ---- |
| Primera División | Olimpia | Paraguay | 1978 |
| Primera División | Olimpia | Paraguay | 1979 |
| Primera División | Olimpia | Paraguay | 1980 |
| Primera División | Olimpia | Paraguay | 1981 |
| Primera División | Olimpia | Paraguay | 1982 |
| Primera División | Olimpia | Paraguay | 1983 |

### Títulos internacionales
| Título                | Equipo  | País         | Año  |
| --------------------- | ------- | ------------ | ---- |
| Copa Libertadores     | Olimpia | Buenos Aires | 1979 |
| Copa Intercontinental | Olimpia | Asunción     | 1979 |
| Copa Interamericana   | Olimpia | Asunción     | 1980 |

### Distinciones individuales
| Distinción                                         | Año  |
| -------------------------------------------------- | ---- |
| Máximo goleador de la Copa Interamericana          | 1980 |
| Máximo goleador de la Primera División de Paraguay | 1980 |